# ثعلب کرینیتوم
ثعلب کرینیتوم (نام علمی: Zygopetalum crinitum) نام یک گونه از تیره ثعلبیان است. این‌گونه بوم زاد جنگل آتلانتیک در جنوب و چنوب شرقی برطیل در ارتفاعات ۶۰۰ تا ۱۲۰۰ متری می‌باشد.